# سلمانلو
سلمانلو، روستایی از توابع بخش مرکزی شهرستان زنجان در استان زنجان است. 
این روستا در جاده بیجار ، نرسیده به پلیس راه در ۵ کیلومتری زنجان قرار دارد ، ساکنان اصلی این روستا اغلب (احمدی) هستند که برخی طی سالها این نام خانوادگی را به (حیدری) تغییر داده اند

## جمعیت
این روستا در دهستان معجزات قرار دارد و براساس سرشماری مرکز آمار ایران در سال ۱۳۸۵، جمعیت آن ۱۰۵ نفر (۲۶خانوار) بوده‌است.